# Epicypta limnophila
Epicypta limnophila är en tvåvingeart som beskrevs av Chandler 1981. Epicypta limnophila ingår i släktet Epicypta och familjen svampmyggor. Arten är reproducerande i Sverige. Inga underarter finns listade i Catalogue of Life.